# Chiweza
Chiweza è un ward dello Zambia, parte della Provincia Orientale e del Distretto di Nyimba.